# David Stössel

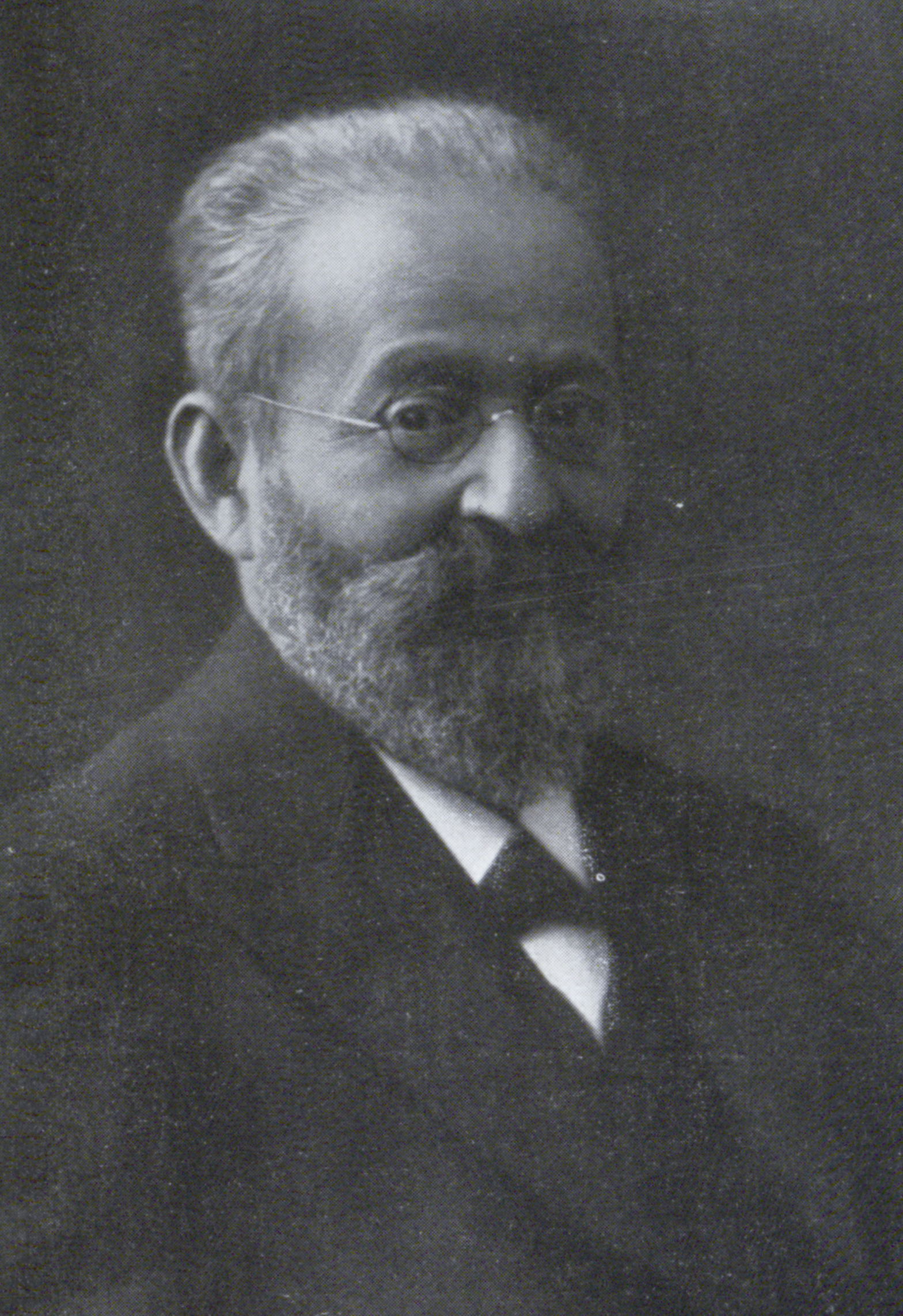
David Stössel (ca. 1911)

David Stössel (geboren 29. Oktober 1848 in Lackenbach; gestorben 2. März 1919 in Stuttgart) war ein deutscher Rabbiner.

## Leben
Stössel studierte in Prag und wurde 1881 in Leipzig promoviert und war zunächst Vikar und Religionslehrer. 1894 wurde er zum zweiten Stadtrabbiner in Stuttgart und zum Bezirksrabbiner für Cannstatt, Esslingen und Ludwigsburg ernannt. 1885 legte er seine zweite Dienstprüfung als Rabbiner in Stuttgart ab. Stössel erteilte den Unterricht an den höheren Lehranstalten und vertrat den ersten Stadtrabbiner in Stuttgart.

## Schriften
- Salomo ben Gebirol als Philosoph und Förderer der Kabbala dargestellt. Drugulin, Leipzig 1881 (Leipzig, Phil. Diss., 1881).
- Worte der Erinnerung an die verewigte Frau Sofie Bärlein, geb. Ullstein: geboren den 19. September 1824, gestorben den 9. Januar 1892. K. Hofbuchdruckerei Zu Guttenberg. Carl Grüninger, Stuttgart 1892 (Digitalisat).
- Vorüber sind die Tage Deiner Trauer! Predigt, gehalten am Neujahrsfest 1. Okt. 1894 in der Synagoge zu Cannstatt. Cannstatt 1894.
- Israels Verhalten in der Stunde der Not: Predigt, gehalten am 7. Tage des Pessachfestes [23. April 1897] in der Synagoge zu Stuttgart. Stuttgart 1897
- Worte am Grabe von Fräulein Rosa Blum: Geboren den 11. Januar 1866, Gestorben den 23. August 1898. Druck von L. Weil's Buchdruckerei, Ellwangen 1898 (Digitalisat).
- Zur Erinnerung an Herrn Kommerzienrat Emanuel Benzinger, Oberkirchenvorsteher: Gestorben am 19. August 1903. Hofbuchdruckerei von J. Fink, Stuttgart 1903 (Digitalisat).
- Festschrift zur Feier des 50jährigen Bestehens des Israelitischen Kranken-Unterstützungs-Verein E.V. Stuttgart am 28. Februar 1903. Greiner & Pfeiffer, Stuttgart 1903.
- Festpredigt zur Feier des 25jährigen Amtsjubiläums des Bezirksrabbiners Dr. David Stössel. Stuttgart 1906.
- Worte am Grabe des Herrn Adolf Bauer: geboren den 7. September 1838, gestorben den 9. Mai 1908, beerdigt den 11. Mai 1908. A. Bonz’ Erben, Stuttgart 1908 (Digitalisat).
- Bericht zum 25jährigen Bestehen des Vereins zur Speisung armer durchreisender Israeliten: Stuttgart-Cannstatt im November 1910. Wolff, Stuttgart 1910.